# مياه لبنان
يعتبر لبنان من أهم مصادر المياه في شرقي البحر المتوسط إذ يجري فيه حوالي 40 مجرى مائي. ويمكن تقسيم الجغرافية اللبنانية إلى خمس مناطق مائية:
- حوض نهر العاصي في الشمال.
- حوض نهر الليطاني في الغرب والجنوب.
- حوض نهر الحاصباني في الجنوب.
- أحواض النهار الساحلية ومن أهمها النهر الكبير الذي يحد بين سوريا ولبنان من الشمال.
- مجاري المياه التي تنشاء بتجميع مياه الأمطار وذوبان الثلوج.

## إحصاءات
- يبلغ قيمة المياه المتجددة بحوالي 4.8كلم3.
- تبلغ قيمة المياه السطحية بحوالي 4.1كلم3. وتتجدد المياه الجوفية بمعدل 3.2كلم3 تشكل 2.5كلم3 منها مياه الأنهار. ويأتي 1كلم3 منها من حوالي 2000 نبع ماء في كل المناطق اللبنانية الذي يجري منها مياه بمعدل 10 إلى 15 ليتر في الثانية. وهذا يكفل تدفق مياه على مدار السنة في 17 نهرا من مجموع ال40 نهر يحرون في لبنان.

## السدود
أقامت الدولة اللبنانية العديد من السدود للتحكم بجريان المياه ولتوليد الطاقة الكهربائية:
- سد القرعون على نهر الليطاني هو من أضخم السدود اللبنانية. وتبلغ كمية تخزين المياه 220 مليون م3 بكفاءة تخزين سنوية تصل إلى 160 مليون م3. ويستعمل السد للتحكم بتدفق مياه النهر لخدمة الزراعة ولتوليد الكهرباء.
- سد بسري على نهر الأولي، الذي هو تحت التنفيذ، سيجمع ما يصل إلى 128 مليون م3 وسيستعمل لمد مدينة بيروت وضواحيها بالمياه.
- سد الخردلي وهو من المشاريع المائية المؤجلة التنفيذ بسبب الأوضاع السياسية والذي يؤمل بتخزين 128 مليون م3 عند إنهاؤه.

وهناك العديد من المشاريع المائية التي تقوم بها الحكومة، مثل المشروع الأخضر، والشركات الخاصة التي أنشأت مئات مخازن المياه بسعة 0.2 مليون م3. وبين سنة 1964 و 1992، قام المشروع الأخضر بإنشاء مخازن أرضية تجمع حوالي 3.5 مليون م3 من المياه، ومخازن إسمنتية تستوعب 0.35 مليون م3.
كما قامت مؤسسة نهر الليطاني بإنشاء ثلاث برك تخزين على التلال تخزن حوالي 1.9 مليون م3 من المياه.

## مياه الفضلات
بحسب إحصائات 1991، أنتج 165 مليون م3 من مياه الفضلات. منها 130 مليون متر مكعب من المنازل و 35 مليون م3 من المصانع. ويجد بعض هذه المياه طريقها إلى المياه الجوفية أو مجاري المياه الطبيعية وبخاصة في القرى الداخلية. زفي نفس العام، كانت كمية المياه المعالجة حوالي 4 ملايين م3 وتستعمل مليوني م3 في الزراعة.
ونسبة تسرب المياه إلى الطبقات الجوفية يصل إلي 50% التي يتم استخراجها بواسطة الأبار الارتوازية وبخاصة في منطقة بيروت الكبرى.

## استهلاك المياه
كان استهلاك المياه في عام 1994 قد وصل إلى 1293 مليون م3 مقسمة كالتالي:
- 67.7% للزراعة.
- 28.4 % لخدمة المنازل.
- 3.9% في الصناعة.

كما استعملت في عام 1997 حوالي 700 مليون م3 في توليد الطاقة.